# Belgische federale verkiezingen 2007/Kandidatenlijsten/CD&V-N-VA
Dit zijn de kandidatenlijsten van het kartel CD&V-N-VA voor de Belgische federale verkiezingen van 2007. De verkozenen staan vetgedrukt.

## Antwerpen

### Effectieven
1. Inge Vervotte
2. Bart De Wever (N-VA)
3. Servais Verherstraeten
4. Mia De Schamphelaere
5. Jef Van den Bergh
6. Flor Van Noppen (N-VA)
7. Mark Verhaegen
8. Wendy Weckhuysen
9. Suzy Maes
10. Chris De Veuster
11. Walter Schroons
12. Marc Elseviers
13. Leen Beke
14. Kathleen De Wolf (N-VA)
15. Ann Vylders
16. Maarten Wouters
17. Liesbeth Verhaert
18. Mireille Smeulders
19. Geert Antonio (N-VA)
20. Leen Mertens
21. Wim Van Loo
22. Goedele Vermeiren (N-VA)
23. Harrie Hendrickx
24. Kris Peeters

### Opvolgers
1. Jan Jambon (N-VA)
2. Katrien Schryvers
3. Kristof Waterschoot
4. Ann Verreth
5. Luc Peetermans
6. Dirk Smets
7. Vera Celis (N-VA)
8. Kristof Welters
9. Rachida Setti
10. Frank Schelfhout
11. Dorien Geens
12. Gaston Van Tichelt
13. Cathy Berx

## Brussel-Halle-Vilvoorde

### Effectieven
1. Herman Van Rompuy
2. Sonja Becq
3. Michel Doomst
4. Conny Moons
5. Lieve Maes (N-VA)
6. Stefaan De Corte
7. Abdeslem Belahrir
8. Christine Hemerijckx
9. Joris Verspecht
10. Marleen Mertens
11. Luc De Wilder
12. Els Ferier
13. Stefan Imbrechts
14. Karl Vanlouwe (N-VA)
15. Toon Van Den Neste
16. Inge Spildooren
17. Chantal Peeters
18. Nadia Sminate (N-VA)
19. Peter Meert
20. Monika Van Steenbrugge
21. Tamara Troucheau
22. Mark Demesmaeker (N-VA)

### Opvolgers
1. Ben Weyts (N-VA)
2. Elke Zelderloo
3. Bianca Debaets
4. Kris Degroote
5. Ghislain Dewolf
6. Linda Mbungu-Dinkueno (N-VA)
7. Christel Herbosch
8. Heidi Elpers
9. Koen Van Elsen
10. Chris Verhaegen
11. Peter Van Rompuy
12. Steven Vanackere

## Leuven

### Effectieven
1. Carl Devlies
2. Katrien Partyka
3. Wim Coel (N-VA)
4. Ann Outtier-Vannerem
5. Liesbeth Van Hemelrijck
6. Kris Colsoul
7. Jan Laurys

### Opvolgers
1. Dirk Claes
2. Ingrid Claes
3. Els Demol (N-VA)
4. Anne Cleiren
5. Theo Francken (N-VA)
6. Marc Verheyden

## Limburg

### Effectieven
1. Jo Vandeurzen
2. Liesbeth Van der Auwera
3. Gerald Kindermans
4. Jan Peumans (N-VA)
5. Raf Truyens
6. Marijke Jordens
7. An Christiaens
8. Caroline Goddeeris
9. Jo Brouns
10. Nancy Bleys
11. Vera Jans
12. Johan Sauwens

### Opvolgers
1. Raf Terwingen
2. Hilâl Yalcin
3. Peter Luykx (N-VA)
4. Joris Billen
5. Karolien Grosemans (N-VA)
6. Veerle Heeren
7. Ivo Belet

## Oost-Vlaanderen

### Effectieven
1. Pieter De Crem
2. Sarah Smeyers (N-VA)
3. Peter Leyman
4. Stefaan Vercamer
5. Leen Dierick
6. Helga Stevens (N-VA)
7. Marc De Clercq
8. Veerle Cosyns
9. Robrecht Bothuyne
10. Jan Foulon
11. Chris Lippens
12. Peter Buysrogge (N-VA)
13. Leentje Grillaert
14. Carolien Ongena
15. Luc Vercruyssen
16. Marleen Van den Bussche
17. Sabine Vermeulen (N-VA)
18. Marc Van de Vijver
19. Anne Martens
20. Ilse Uyttersprot

### Opvolgers
1. Lieve Van Daele
2. Jenne De Potter
3. Goedele Uyttersprot (N-VA)
4. Freddy De Weerdt
5. Maria Verheirstraeten
6. Thomas Van Ongeval
7. Willem Rombaut
8. Jan Haegeman (N-VA)
9. Hugo De Waele
10. Georgette Van Wouwe
11. Martine Willems

## West-Vlaanderen

### Effectieven
1. Hendrik Bogaert
2. Nathalie Muylle
3. Luc Goutry
4. Roel Deseyn
5. Els De Rammelaere (N-VA)
6. Stefaan De Clerck
7. Hilde Veulemans
8. Christof Dejaegher
9. Els Kindt
10. Nathalie Delva
11. An Capoen (N-VA)
12. Annie Cool
13. Jan Seynhaeve
14. Carl Decaluwe
15. Geert Bourgeois (N-VA)

### Opvolgers
1. Patrick De Groote (N-VA)
2. Bercy Slegers
3. Kris Declercq
4. Danielle Godderis-T'Jonck (N-VA)
5. Rita Beyaert
6. Roland Crabbe
7. Ghislaine Verhiest
8. Johan Verstreken
9. Hilde Crevits

## Senaat

### Effectieven
1. Yves Leterme
2. Nahima Lanjri
3. Tony Van Parys
4. Louis Ide (N-VA)
5. Hugo Vandenberghe
6. Wouter Beke
7. Elke Tindemans
8. Ergün Top
9. Kris Vleugels
10. Bart De Nijn (N-VA)
11. Els Schelfhout
12. Ria Decoopman
13. Rudy Verhoeven
14. Bert De Brabandere
15. Elke Sleurs (N-VA)
16. Myriam Azou
17. Hilde Van de Werf
18. Hil D'Haese (N-VA)
19. Marleen Joris
20. Caroline Van Gutschoven
21. Christopher Oliha
22. Trees Van Eykeren
23. Lukas Jacobs
24. Frieda Brepoels (N-VA)
25. Etienne Schouppe

### Opvolgers
1. Sabine de Bethune
2. Pol Van Den Driessche
3. Els Van Hoof
4. Danny Pieters (N-VA)
5. Filip Van Laecke
6. Geert D'Haens
7. Nebahat Acar
8. Jo Magerman
9. Liesbeth Fransen
10. Sophie De Wit (N-VA)
11. Pierre Lambrechts
12. Tine Lepoutre
13. Reginald Moreels
14. Celie Dehaene-Verbeke